# Little Nicky
Little Nicky är en amerikansk komedifilm från 2000, regisserad av Steven Brill med Adam Sandler i huvudrollen som Nicky.

## Handling
Little Nicky (Adam Sandler) är son till djävulen och lever i helvetet med sin far Satan och sina två ondskefulla bröder Adrian och Cassius.
En dag meddelar demonen Jimmy Nicky att hans far vill diskutera tronföljden tillsammans med Nickys bröder i tronsalen.
Till de tre brödernas överraskning utser Satan sig själv till härskare över helvetet i ytterligare 10.000 år, eftersom ingen av de potentiella tronföljarna skulle kunna behålla balansen mellan gott och ont.
Adrian och Cassius blir arga och bestämmer sig för att istället göra jorden till ett nytt helvete där de två kan härska.
När de två tar sig igenom helvetets eldar så stelnar dessa, och när inga själar kan ta sig igenom börjar Djävulen att förfalla, det är nu upp till Nicky att ta sig upp till jorden och ställa allt tillrätta, tillsammans med hunden Beefy, rumskamraten Todd och metallskallarna John och Peter.

## Kuriosa
- I många länder är "Gamle Nick" (eng. "Old Nick") en synonym för djävulen, därför är det inte konstigt om hans son heter "Lille Nick" (eng. "Little Nicky").
- Karaktären "Cubbs" som är Holys mambo-lärare är tagen från filmen Happy Gilmore, där han dör.
- Angus Young från AC/DC skulle egentligen spela satan, men hoppade av filmen några veckor innan de började spela in filmen.
- Då Nicky blir påkörd av en lastbil skvätter hans blod på John och Peter, blodet försvinner sedan, bortsett från lite på Peters tröja, som formar 666.

## Rollista
| Adam Sandler            | – Nicky           |
| Patricia Arquette       | – Valerie Veran   |
| Rhys Ifans              | – Adrian          |
| Tommy "Tiny" Lister Jr. | – Cassius         |
| Harvey Keitel           | – Satan           |
| Allen Covert            | – Todd            |
| Robert Smigel           | – Mr. Beefy       |
| Laura Harring           | – Mrs. Dunleavy   |
| Rodney Dangerfield      | – Lucifer         |
| Jonathan Loughran       | – John            |
| Peter Dante             | – Peter           |
| Dana Carvey             | – domaren         |
| Michael McKean          | – polischefen     |
| Kevin Nealon            | – grindvakten     |
| Reese Witherspoon       | – Holly           |
| Blake Clark             | – Jimmy the Demon |

### Cameos
- Regis Philbin – sig själv
- Ozzy Osbourne – sig själv
- Bill Walton – sig själv
- Dan Marino – sig själv
- Henry Winkler – sig själv
- Rob Schneider – en stadsbo (från Waterboy)
- Carl Weathers – Chubbs (från Happy Gilmore)
- Clint Howard – Nipples
- Jon Lovitz – Peeper
- Harlem Globetrotters – sig själva
- Quentin Tarantino – diakonen

## Soundtrack
1. P.O.D. - School of Hard Knocks
2. Incubus - Pardon Me
3. Deftones - Change (In the House of Flies)
4. Cypress Hill - (Rock) Superstar
5. Insolence - Natural High
6. Linkin Park - Points of Authority
7. Disturbed - Stupify (Fu's Forbidden Little Nicky Remix)
8. Unloco - Nothing
9. Powerman 5000 - When Worlds Collide
10. Muse - Cave
11. Filter - Take a Picture
12. Deftones - Be Quiet And Drive (Far Away) (Akustisk)
13. Scorpions - Rock You Like A Hurricane
14. AC/DC - Highway to Hell
15. Foo Fighters - Everlong
16. Van Halen - Running With The Devil
17. Zebrahead - Now or Never